# Carlos Romero (futbolista uruguayo)
Carlos Romero (7 de septiembre de 1927-28 de julio de 1999) fue un futbolista uruguayo que jugaba como centrocampista o delantero. Integró la selección uruguaya que ganó el Mundial de 1950 en Brasil. También participó del Campeonato Sudamericano 1953 en Perú.

## Selección nacional
Fue internacional con la selección uruguaya en 12 ocasiones y convirtió 4 goles. Hizo su debut el 7 de abril de 1950 en un amistoso contra Chile en Santiago, que terminó en victoria uruguaya por 5-1. Fue campeón del mundo en 1950, pese a no haber jugado ningún partido durante el torneo. 

### Participaciones en Copas del Mundo
| Mundial                        | Sede   | Resultado | Partidos | Goles |
| ------------------------------ | ------ | --------- | -------- | ----- |
| Copa Mundial de Fútbol de 1950 | Brasil | Campeón   | 0        | 0     |

### Participaciones en Copas América
| Copa                         | Sede | Resultado    |
| ---------------------------- | ---- | ------------ |
| Campeonato Sudamericano 1953 | Perú | Tercer lugar |

## Clubes
| Club    | País    | Año       |
| ------- | ------- | --------- |
| Danubio | Uruguay | 1947-1962 |

## Palmarés

### Campeonatos nacionales
| Título                       | Club    | País    | Año  |
| ---------------------------- | ------- | ------- | ---- |
| Segunda División Profesional | Danubio | Uruguay | 1947 |
| Segunda División Profesional | Danubio | Uruguay | 1960 |

### Torneos internacionales
| Título                 | Selección | Sede   | Año  |
| ---------------------- | --------- | ------ | ---- |
| Copa Mundial de Fútbol | Uruguay   | Brasil | 1950 |